# 2002年冬季残疾人奥林匹克运动会德国代表团
2002年冬季残疾人奥林匹克运动会德国代表团是德国派出的2002年冬季残疾人奥林匹克运动会代表团。获得17枚金牌、1枚银牌和15枚铜牌。